# DM i landevejscykling 1995
Danmarksmesterskaberne i landevejscykling 1995 blev afholdt 25. juni 1995 i Grenaa i Jylland (eliteherrer).
| Event           | Guld               | Sølv                  | Bronze                   |
| --------------- | ------------------ | --------------------- | ------------------------ |
| Herrer - Elite  |                    |                       |                          |
| Enkeltstart     | Jan Bo Petersen    | Michael Steen Nielsen | Jimmi Madsen             |
| Linjeløb        | Bjarne Riis        | Brian Holm            | Peter Meinert            |
| Herrer - Junior |                    |                       |                          |
| Enkeltstart     | Lasse Jonasson     | Dennis Mark           | Morten Voss Christiansen |
| Linjeløb        | Lasse Jonasson     | Bizhan Pagh           | Gøran Jensen             |
| Damer - Elite   |                    |                       |                          |
| Enkeltstart     | Susanne Nedergaard | Melina Rasmussen      | Lotte Bak                |
| Linjeløb        | Rikke Sandhøj      | Helle Sørensen        | Lotte Schmidt            |